# يوني موغ 437
يوني موغ 437.1، هي شاحنة متوسطة إلى ثقيلة من سلسلة يوني موغ التي تنتجها شركة مرسيدس-بنز.
بدأ إنتاج الجيل الأول، وهو الطراز 437.1 في عام 1988 واستمر حتى 2003. وقد جاء هذا الطراز ليحل محل الطرازين 425 و435، مع الاحتفاظ بالبنية الأساسية لهذين الطرازين ضمن تصميم 437.1. وتُعد سلسلة 437.1 الأكثر تنوعًا ضمن سلسلة يوني موغ، حيث شملت 28 طرازًا مختلفًا، وتم تصنيع 10,718 مركبة منها. وقد شهد هذا الجيل ولأول مرة تقديم طراز قياسي بثلاثة محاور.
أما الجيل الثاني والحالي، وهو الطراز 437.4، فقد قُدم في أغسطس 2002 من قِبل شركة دايملر AG في مصنع مرسيدس-بنز في فورث، وعرض رسميًا في معرض IAA 2002 بمدينة هانوفر. ينتمي هذا الطراز إلى فئة المركبات الثقيلة المخصصة للطرق الوعرة، وقد حافظ على تصميم المقصورة الزاويّة الذي تم تقديمه لأول مرة في عام 1974.
خضع طراز 437.4 لعملية تحسين شاملة في عام 2013، وخلال أول عشر سنوات من إنتاجه، تم تصنيع 6,497 مركبة منه موزعة على 12 طرازًا مختلفًا. ويُستخدم الهيكل القاعدي لطراز 437.4 أيضًا في تصنيع المركبة العسكرية المدرعة Dingo 2.
تجدر الإشارة إلى أن تسمية طراز 437.4 لم تعد تعتمد على قوة المحرك بوحدة حصان كما في السابق، بل باتت تتبع نظام الترقيم نفسه المستخدم في سلسلة يوني موغ 405، مثل: يو 3000، يو 4000، يو 5000.